# تل قلعه کهنه همت‌آباد
تل قلعه کهنه همت‌آباد مربوط به سده‌های اولیه دوران‌های تاریخی پس از اسلام است و در شهرستان شیراز، بخش ارژن، دهستان قره چمن، نرسیده به روستای همت‌آباد، سمت چپ جاده واقع شده و این اثر در تاریخ ۳۰ بهمن ۱۳۸۶ با شمارهٔ ثبت ۲۰۹۸۰ به‌عنوان یکی از آثار ملی ایران به ثبت رسیده است.